# Atlant
V klasični evropski arhitekturi je atlas (znan tudi kot Atlant ali atlantid) podpora, izklesana v obliki človeka, ki lahko prevzame prostor v stebru, slopu ali pilastru in daje vtis, da nosi konstrukcijo. Rimski izraz za takšno kiparsko podporo je telamon. 
Izraz atlantes je v grščini množina imena Atlas, enega od Titanov, ki je bil prisiljen držati nebo na ramenih za večne čase. Alternativni izraz telamones, prav tako izhaja iz poznejšega mitološkega junaka Telamona, enega od Argonavtov, ki je bil oče Ajanta.
Kariatide je ženska predstavnica te arhitekturne oblike v Grčiji, ženska, ki stoji na mestu vsakega stebra ali slopa. Kariatide najdemo pri zakladnicah v Delfih in Erehteionu na Akropoli v Atenah. Običajno so v jonskem slogu in predstavljajo obredno združenje z boginjo čaščenja. 
Atlanti izražajo skrajni napor v svoji funkciji, z glavo upognjeno naprej, da zadržujejo težo konstrukcije nad seboj na svojih ramenih, podlakti so pogosto dvignjene da zagotavljajo dodatno podporo, kar zagotavlja arhitekturni motiv.
Atlanti in Kariatide je opisal rimski arhitekt Vitruvij v svoji knjigi, namesto ohranjenih primerov pa posredoval idejo atlanta v renesančnem arhitekturnem besedišču.

## Izvor
Ne le, da so kariatide pred njimi, podobne arhitekturne like so poznali že v starem Egiptu iz monolitov. Atlant izvira iz grške Sicilije in Magna Graecia v južni Italiji. Najstarejši ohranjeni atlanti so prevrnjeni iz zgodnjega klasičnega grškega templja Zevsa, Olympeion v Agrigentu na Siciliji.  Atlanti so igrali pomembnejšo vlogo pri manieristih in v baročni arhitekturi.
V osemnajstem in devetnajstem stoletju je bilo veliko stavb, zgrajenih z veličastnimi atlanti, ki so podobni kot grški. Njihov izbor iz dveh predlaganih oblik - druga oblika so kariatide - pri vhodu v muzej Ermitaž, ki je bil zgrajen za carja Nikolaja I. Ruskega, je atlante naredil še bolj v modi. Stebrišče te stavbe predstavlja deset ogromnih atlantov, približno trikratnik naravne velikosti, izklesanih iz serdobolskega granita, ki jih je oblikoval Johann Halbig in izdelal kipar Alexander Terebenev.

## Primeri
- Bazilika di Santa Croce, Lecce, Italija
- Casa degli Omenoni, Milano, Italija
- Cerkev  Svetega Jurija, Hamburg, Nemčija
- Hotel Divine Lorraine, ZDA
- Ermitaž, Sankt Peterburg, Rusija
- Hiša v ulici Kanałowa  17, Poznanj, Poljska
- Palazzo Davia Bargellini, Bologna,  Italija
- Pavilion Vendôme, Aix-en-Provence, Francija
- Sanssouci, Potsdam, Nemčija
- Sunshine Marketplace, Victoria, Avstralija
- Dolina templjev, Agrigento,  Italija
- Palača Zwinger, Dresden, Nemčija

## Galerija
- Angelski atlanti pred katedralo Sv. Petra v Alcantari, Petrópolis, Brazilija
- Javna stavba v Petrópolisu, Brazilija
- Atlanti Karla Bitterja, premaknjeni iz zgradbe St. Paul, Georga B. Posta, New York, ko so jo porušili in se preselil v Holiday Park v Indianapolisu, Indiana, c. 1958
- Wayne Co. Ct House, Wooster, OH, USA, c. 1879
- Atlanti v Novem Ermitažu v Sankt Petersburgu